# モノアミン酸化酵素A

MAOA遺伝子はX染色体短腕（p）11.3に位置する。

モノアミン酸化酵素A（モノアミンさんかこうそA、モノアミンオキシダーゼA、英: monoamine oxidase A、略称: MAO-A）は、ヒトではMAOA遺伝子にコードされる酵素（EC 1.4.3.4）である。MAO-Aは、ドーパミン、ノルアドレナリン、セロトニンなどのアミンの酸化的脱アミノ化を触媒する2つのミトコンドリア酵素のうちの1つである。MAOA遺伝子の変異はブルンナー症候群の原因となるほか、反社会的行動などさまざまな精神疾患とも関係している。また、MAOA遺伝子には選択的スプライシングによる複数のアイソフォームの存在が記載されている。

## 構造

### 遺伝子
MAOA遺伝子のプロモーターには、Sp1、GATA2、TBPの結合部位が存在する。この遺伝子は、X染色体上の反対側の鎖にコードされている関連遺伝子（MAOB）に隣接して位置している。
ヒトのMAOAのプロモーター領域には30塩基の反復配列がいくつか異なるコピー数で存在しており、VNTR領域と呼ばれる。VNTR領域には2R（2回反復）、3R、3.5R、4R、5Rといった多型が存在し、全ての集団で3Rと4Rが最も一般的である。アメリカ人コホートでは、各多型の頻度はエスニックグループによって異なることが明らかにされている。一般的に、3.5Rと4Rが高活性型アレル（MAOA-H）、2Rと3Rが低活性型アレル（MAOA-L）とされ、稀な5Rは研究によって扱いが異なる場合がある。
MAOA遺伝子のメチル化によるエピジェネティックな修飾は、女性において重要な役割を果たしている可能性が高い。女性と比較して、男性ではMAOAのメチル化は非常に低く、多様性も乏しく、遺伝的要因が強い。

### タンパク質
MAO-AはホモログであるMAO-Bと比較して、70%のアミノ酸が同一である。そのため、どちらのタンパク質も類似した構造を持つ。MAO-AとMAO-Bはどちらも、フラビンアデニンジヌクレオチド（FAD）を結合するN末端ドメイン、基質のアミンを結合する中央ドメイン、ミトコンドリア外膜に挿入されるC末端のαヘリックスからなる構造である。MAO-Aの基質結合ポケットはMAO-Bのものよりもわずかに大きく、このことが定量的構造活性相関研究でみられる両者の触媒活性のわずかな差異の原因となっている可能性がある。どちらの酵素もサイズは約60 kDaであり、生細胞内では二量体として機能していると考えられている。

## 機能
MAO-Aは一級アリールアルキルアミンの酸素依存的酸化を触媒し、中でも最も重要なのはドーパミンやセロトニンなどの神経伝達物質に対する作用である。この反応は、これらの分子の分解の開始段階となる。反応産物は対応するアルデヒド、過酸化水素とアンモニアである。
RCH2-Amine + O2 + H2O → R-Aldehyde + H2O2 + NH3
この反応はFADを電子伝達補因子として利用し、三段階で行われると考えられている。まず、アミンは対応するイミンへと酸化され、FADはFADH2へと還元される。続いて、酸素分子がFADH2から2個の電子を受容し、過酸化水素の形成とFADの再生が行われる。最後に、イミンが水分子によって加水分解され、アンモニアとアルデヒドが形成される。
MAO-Bと比較して、MAO-Aはセロトニンやノルアドレナリンに対する特異性が高いが、ドーパミンやチラミンに対してはどちらの酵素も同等の親和性を有する。
MAO-Aは正常な脳機能の重要な調節因子である。脳内では、MAOA遺伝子の転写は脳幹、海馬、扁桃体、手綱核、側坐核で最も高く、視床、脊髄、下垂体、小脳で最も低い。MAOAの発現はSp1、GATA2、TBPなどの転写因子によってcAMP依存的調節を受けている。また、MAO-Aは心筋細胞でも発現しており、虚血や炎症といったストレスに応答して誘導される。

## 臨床的意義

### がん
MAO-Aはアミンを酸化する酵素であり、このタイプの酵素は発がんに影響を及ぼすことが知られている。MAO-A阻害薬であるクロルギリンは、in vitroでメラノーマ細胞のアポトーシスを阻害する。胆管がんではMAO-Aの発現が抑制されており、MAO-Aの発現が比較的高い患者では隣接器官への浸潤が起こりにくく、予後や生存も良好である。

### 心血管疾患
MAO-Aの活性は、虚血再灌流障害時のアポトーシスや心臓損傷と関係している。

### 行動障害・神経疾患
MAOAの低活性型アレルと自閉症にはある程度の関係がみられる。MAOA遺伝子の変異はモノアミン酸化酵素欠損症（ブルンナー症候群）の原因となる。MAO-Aが関係する他の疾患としては、アルツハイマー病、攻撃性、パニック障害、双極性障害、大うつ病性障害、注意欠陥・多動性障害などがある。思春期における自己制御に対する養育の影響は「可塑性アレル」（plasticity allele）と呼ばれるいくつかのアレルと相互作用するようであり、MAOAの2R、3Rアレルもその中に含まれている。男性では（女性ではこうした効果は見られない）、こうした可塑性アレルを多く持つほど、寄り添い型の養育を受けることで自己制御がより強い状態、寄り添い型の養育を受けないことで自己制御がより弱い状態となる。

#### 抑うつ
ポジトロン断層撮影（PET）を用いて測定された脳内のMAO-Aの活性は、大うつ病性障害の患者では平均して34%上昇している。MAOAの高活性アレルと抑うつとの遺伝的関係についての研究の結果はまちまちであるが、一部の研究では高活性アレルと女性の大うつ病、男性の抑うつによる自殺、男性の大うつ病や睡眠障害、両性の大うつ病との関係をそれぞれ示す結果が得られている。
他の研究では、MAOAの高活性アレルと大うつ病性障害との有意な関係は示されていない。大うつ病性障害の患者のうち、最も高い活性を示す多型であるG/T多型（rs6323）を有する患者では、他の遺伝子型と比較してプラセボに対する応答が有意に低い。

#### 反社会的行動
ヒトでは、VNTR領域の2Rアレルと重大な犯罪や暴力行為の可能性の増加との関係が見つかっている。MAOAの2Rアレルは、家族、友人や学校関連の問題との相互作用によって、暴力的非行のリスク因子となることが示されている。より一般的なアレルに関してもいくつかの反社会的行動との関係が見つかっている。高活性型アレルを持つ被虐待児は反社会的行動を起こす可能性が低く、低活性型アレル（研究対象者の大部分は3Rアレルである）は小児期の虐待体験によって成人後の攻撃的行動のリスクが上昇する。低活性型アレルの男性は虐待だけでなく懲罰的なしつけに対しても遺伝的な脆弱性を示し、こうした養育は反社会的行動の予測因子となる。また、高テストステロン、母親の妊娠時の喫煙、物質的生活水準の低さ、小児期の低IQ、学校の中退といったリスク因子によって、低活性型アレルの男性では高活性型アレルと比較して反社会的行動の増加率が大きくなる。
MAOA遺伝子は、反社会的行動の遺伝的基盤となる候補遺伝子として最初に報告された遺伝子であり、多世代にわたって顕著に暴力的なオランダ人家系の分子遺伝学的解析を通じて同定された。フィンランドの囚人を対象とした研究では、ドーパミンのターンオーバーの低下に寄与するMAOA-L遺伝子型（低活性型アレル）は、極度に暴力的な行動と関係していることが明らかにされている。この研究における極度に暴力的な行動とは、少なくとも10件の殺人・殺人未遂または暴行として定義されている。また2014年に行われた大規模なメタアナリシスでは、いくつかの方法論的限界はあるものの、MAOAのVNTR領域が反社会的行動に影響を及ぼすことが報告されている。一方で大規模なゲノムワイド関連解析（GWAS）では、暴力的行動に対するMAOA遺伝子の大きなまたは有意な影響は示されていない。また、反社会性パーソナリティ障害に関して行われた別のGWASにおいても、MAOAの有意な影響は報告されていない。他の研究では、候補遺伝子解析では影響が示されたものの、GWASによるエビデンスは得られなかった。また、ヒトとラットのGWAS、メンデルランダム化解析、パスウェイ解析でも同様に攻撃的行動に対するMAOAの影響の頑健なエビデンスは得られなかった。こうした再現性の欠如は候補遺伝子探索における既知の問題であり、多くの偽陽性が生じうることが知られている。

#### 攻撃性と「戦士の遺伝子」
MAOA遺伝子プロモーターのVNTR領域の低活性型多型は、通俗的文献において「戦士の遺伝子」（warrior gene）と呼ばれることもある。社会的孤立や排斥に直面した際、低活性型アレルの人物は高活性型アレルよりも高い攻撃性を示す。また、低活性型アレルはきわめて挑発的な状況下での攻撃的行動の予測因子となる可能性がある。低活性型多型の人物は、認識した損失が大きい場合に報復行動を起こす可能性が高く、より高い強度の行動を起こす。一方で、攻撃性に対するMAOA遺伝子の影響は極めて誇張されているという批判もなされている。事実、小児期の問題があった場合であってもその影響は非常に小さいものであり、低活性型アレルを持つ人物の大多数は暴力行為を働いていない。

#### 法的問題
2009年アメリカ合衆国での刑事裁判において、「戦士の遺伝子」と児童虐待経験とに基づいた弁論が行われ、その結果被告人は第一級殺人と死刑宣告を免れることとなった（ただし殺人罪で32年の拘禁刑が宣告された）。他の判例では、被告人がMAOAが低活性型であることを示す遺伝子検査に基づき、第一級殺人ではなく第二級殺人として有罪判決を受けることとなった。ドイツの裁判所では、被告人が低活性型アレルである場合、精神科への非自発的入院が宣告される可能性が高い。

#### エピジェネティクス
MAOA遺伝子のメチル化と、女性のニコチンやアルコールに対する依存症とを関連づける研究が存在する。また、女性では上述のVNTR領域よりもさらに上流に位置するP2と呼ばれる新たなVNTR領域がエピジェネティックなメチル化に影響を及ぼし、児童虐待の経験との相互作用によって反社会性パーソナリティ障害に影響することが報告されている。34人の非喫煙男性を対象とした研究では、MAOA遺伝子のメチル化によって脳内での遺伝子発現に変化が生じる可能性が示されている。

## 動物研究
マウスではMaoa遺伝子の機能不全は攻撃行動の増加と相関しており、ヒトでも攻撃性の増加との相関がみられる。マウスでは、機能不全型Maoa遺伝子はTg8と呼ばれる挿入変異によって作製される。Tg8トランスジェニックマウス系統は機能的なMAO-A酵素活性を欠いており、侵入マウスに対する攻撃行動の増加を示す。
このマウスでは、縄張り性攻撃行動（territorial aggression）、捕食性攻撃行動（predatory aggression）、隔離飼育誘発性攻撃行動（isolation-induced aggression）といった一部の種類の攻撃行動が増加する。MAO-A欠損マウスで隔離飼育誘発性攻撃行動が増大することは、MAO-Aの欠乏が社会的相互作用の破壊に寄与している可能性を示唆している。ヒトとマウスの双方において、MAOA遺伝子の8番目のエクソンのナンセンス変異によるMAO-A活性の完全欠損が、衝動的攻撃性の原因となることが示されている。

## 相互作用

### 転写因子
MAOA遺伝子のプロモーター領域にはSp1、GATA2、TBPなどいくつかの転写因子が結合し、MAOA遺伝子の発現がアップレギュレーションされる。

### 誘導因子
バルプロ酸などの化合物によって、MAO-Aの発現はアップレギュレーションされる。

### 阻害剤
MAO-Aの酵素活性を阻害する物質には次のようなものがある。
- 合成化合物
  - ベフロキサトン（英語版） (MD370503)
  - ブロファロミン（英語版） (Consonar)
  - シモキサトン（英語版）
  - クロルギリン (不可逆的)
  - メチレンブルー
  - ミナプリン（英語版） (Cantor)
  - モクロベミド（英語版） (Aurorix, Manerix)
  - フェネルジン（英語版） (Nardil)
  - ピルリンドール (Pirazidol)
  - トロキサトン（英語版） (Humoryl)
  - CX157（英語版）
  - トラニルシプロミン（英語版） (非選択的かつ不可逆的)
- 天然物
  - Incarviatone A[66]
- 薬用植物
  - ショウガエキス[67]
  - β-カルボリンアルカロイド（ハルマラアルカロイド（英語版）、ペガヌム・ハルマラ（英語版）、トケイソウ、タバコの煙、アヤワスカに含有される)
    - ハルミン
    - ハルマリン

  - ケレリスリン（英語版） (クサノオウ)[68]
  - ピペリン (コショウ)[69]
  - ロシリジン（英語版） (Rhodiola sachalinensis, in vitro)[70]

## 関連文献
- “Effects of MAOA genotype and childhood experiences of physical and emotional abuse on aggressive behavior in adulthood.”. Nordic Psychology 67 (4):  301–12. (October 2015). doi:10.1080/19012276.2015.1026922.
- “Monoamine oxidase A gene (MAOA) predicts behavioral aggression following provocation”. Proceedings of the National Academy of Sciences of the United States of America 106 (7):  2118–23. (February 2009). Bibcode: 2009PNAS..106.2118M. doi:10.1073/pnas.0808376106. PMC 2650118. PMID 19168625.
- “The FAD binding sites of human monoamine oxidases A and B”. Neurotoxicology 25 (1–2):  63–72. (January 2004). doi:10.1016/S0161-813X(03)00114-1. PMID 14697881.
- “The importance of stress and genetic variation in human aggression”. BioEssays 29 (3):  227–36. (March 2007). doi:10.1002/bies.20538. PMID 17295220.